# Іст-Фелісіана (парафія)
Шаблон:StateAbbr_ 30°51′ пн. ш. 91°03′ зх. д. / 30.85° пн. ш. 91.05° зх. д.
Округ  Іст-Фелісіана (англ. East Feliciana Parish) — округ (парафія) у штаті  Луїзіана, США. Ідентифікатор округу 22037.

## Історія
Парафія утворена 1824 року.

## Демографія
За даними перепису 
2000 року 
загальне населення округу становило 21360 осіб, зокрема міського населення було 3540, а сільського — 17820.
Серед мешканців округу чоловіків було 11496, а жінок — 9864. В окрузі було 6699 домогосподарств, 5032 родин, які мешкали в 7915 будинках.
Середній розмір родини становив 3,26.
Віковий розподіл населення поданий у таблиці:
| Стать    | До 15 років | 15-21 | 22-29 | 30-39 | 40-49 | 50-65 | 65-85 | Понад 85 |
| -------- | ----------- | ----- | ----- | ----- | ----- | ----- | ----- | -------- |
| Чоловіки | 2327        | 1153  | 1374  | 1886  | 1994  | 1707  | 970   | 85       |
| Жінки    | 2107        | 1027  | 951   | 1365  | 1577  | 1624  | 1027  | 186      |

## Суміжні округи
- Емайт, Міссісіпі — північний схід
- Сент-Гелена — схід
- Іст-Батон — південь
- Вест-Фелісіана — захід
- Вілкінсон, Міссісіпі — північний захід

## Виноски
1. ↑  U.S. Decennial Census. United States Census Bureau. Архів оригіналу за 26 квітня 2015. Процитовано 20 серпня 2014.
2. ↑  Historical Census Browser. University of Virginia Library. Архів оригіналу за 11 серпня 2012. Процитовано 20 серпня 2014.
3. ↑  Population of Counties by Decennial Census: 1900 to 1990. United States Census Bureau. Архів оригіналу за 15 вересня 2014. Процитовано 20 серпня 2014.
4. ↑  Census 2000 PHC-T-4. Ranking Tables for Counties: 1990 and 2000 (PDF). United States Census Bureau. Архів оригіналу (PDF) за 18 грудня 2014. Процитовано 20 серпня 2014.
5. ↑  State & County QuickFacts. United States Census Bureau. Архів оригіналу за 6 червня 2011. Процитовано 9 серпня 2013. [Архівовано 2007-07-14 у Wayback Machine.](англ.) Наведено за англійською вікіпедією.
6. ↑  American FactFinder. Бюро перепису населення США. Архів оригіналу за 26 лютого 2012. Процитовано 31 січня 2008. [Архівовано 2008-05-21 у Wayback Machine.]

| США | Це незавершена стаття з географії США. Ви можете допомогти проєкту, виправивши або дописавши її. |